# Modrowronka pluszogłowa
Modrowronka pluszogłowa (Cyanocorax chrysops) – gatunek średniej wielkości ptaka z rodziny krukowatych (Corvidae). Występuje w Brazylii, Argentynie, Boliwii, Paragwaju i Urugwaju. Nie jest zagrożony.

## Systematyka
Blisko spokrewniona i dawniej uznawana za jeden gatunek z modrowronką białokarkową (C. cyanopogon). Wyróżniono cztery podgatunki C. chrysops:
- C. chrysops diesingii – północno-środkowa Brazylia na południe od Amazonki.
- C. chrysops insperatus – północno-wschodnia Brazylia na południe od Amazonki.
- C. chrysops chrysops – Boliwia do południowo-wschodniej Brazylii, Paragwaju, północno-wschodniej Argentyny i Urugwaju.
- C. chrysops tucumanus – północno-zachodnia Argentyna.

Opisano też podgatunek interpositus ze stanu Alagoas w północno-wschodniej Brazylii, ale nie jest on uznawany; opisanym osobnikiem była prawdopodobnie samica, która nie osiągnęła jeszcze upierzenia dorosłego.

## Morfologia

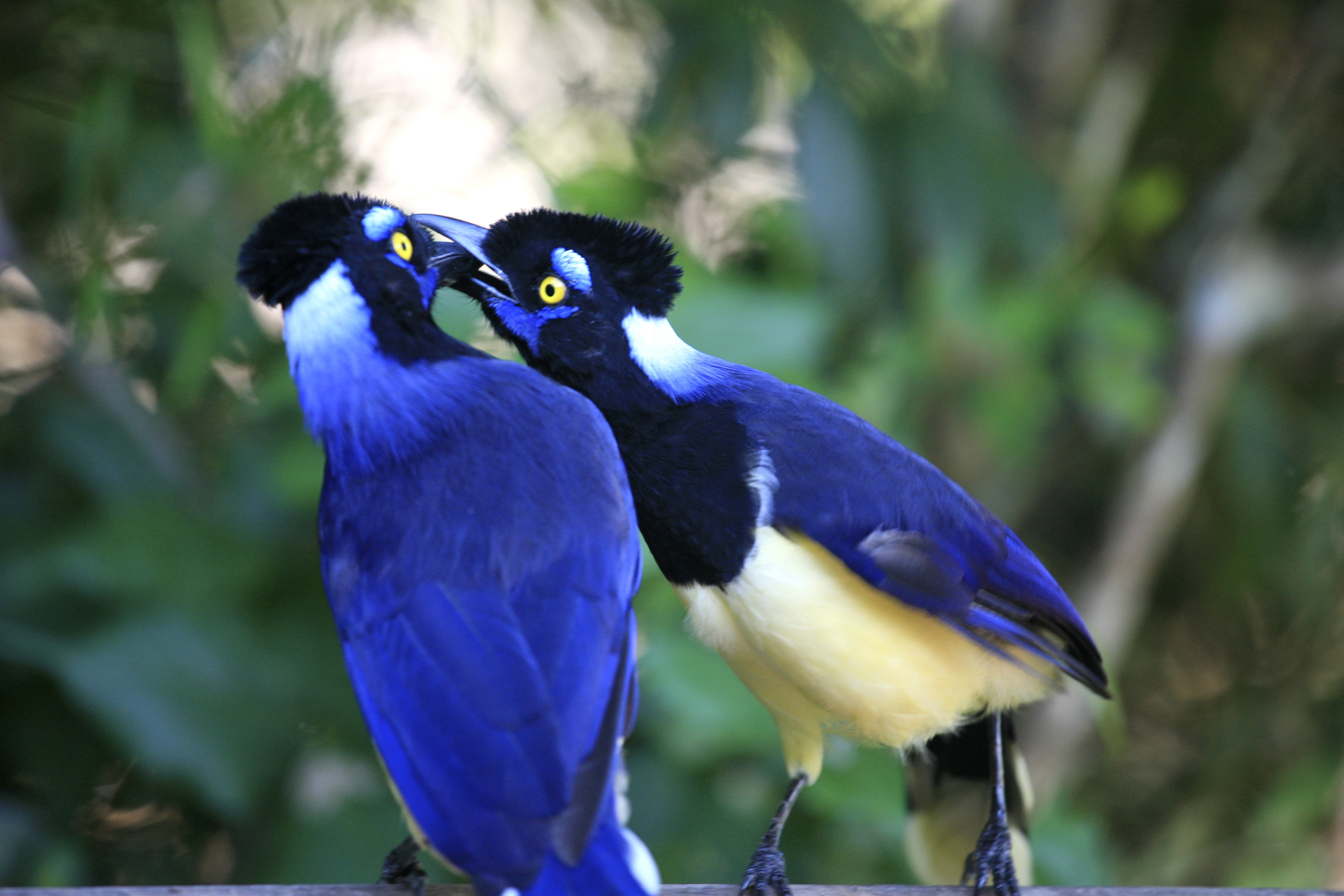
Para modrowronek pluszogłowych w Parku Narodowym Iguazú, Argentyna

Długość ciała 32–35 cm; masa ciała 127–170 g. W upierzeniu dymorfizm płciowy nie występuje. Pióra na czole, ciemieniu i po bokach głowy czarne, pod okiem widoczna granatowa plama, za okiem jasnoniebieska. Tył głowy biały z jasnoniebieskim nalotem. Szyja w górnej części o kolorze indygo, niżej jasnoniebieska. Lotki po wewnętrznej stronie brązowe. Sterówki w kolorze indygo. Na głowie występuje charakterystyczny czub z delikatnych piór puchowych, przypominający w dotyku aksamit. Spód ciała o zróżnicowanej barwie, od białej po kremową. Tęczówka żółta, u ptaków do 3. miesiąca życia brązowa.

## Ekologia i zachowanie
Biotop
Modrowronki pluszogłowe zamieszkują zróżnicowane środowiska – nizinne lasy tropikalne, lasy w niskich górach, lasy deszczowe. Zazwyczaj odnotowywane do 1500 m n.p.m.; w Boliwii do 2800 m n.p.m. Spotykane bywają także na terenach otwartych, na wybrzeżach, w lasach wtórnych czy na terenach rolniczych.
Pożywienie
Większość pożywienia (około 80%) stanowią owady, którym modrowronki pluszogłowe przed zjedzeniem obrywają skrzydła. Jedzą również owoce i nasiona, m.in. Casearia, gujawy truskawkowej, figowców, filodendronów, kaki, flaszowca.
Rozmnażanie
Okres lęgowy trwa od października do grudnia. Gniazdo o kształcie miski zbudowane jest z gałązek; wyściółkę stanowią miękkie włókna traw. Ulokowane jest na drzewie, 4–7 m nad ziemią. Samica składa przeważnie 2–4 jaja. Inkubacja trwa 18–20 dni. Młode przebywają w gnieździe 22–24 dni. Występuje gniazdowanie kooperatywne; po opuszczeniu gniazda przez młode ptaki ich rodzicom pomagają 2–3 inne modrowronki pluszogłowe.

## Status
IUCN uznaje modrowronkę pluszogłową za gatunek najmniejszej troski (LC, Least Concern) nieprzerwanie od 1988 roku. Liczebność populacji nie została oszacowana, ale ptak ten opisywany jest jako dość pospolity. Trend liczebności populacji oceniany jest przez BirdLife International jako spadkowy ze względu na utratę siedlisk i polowania.